# Heroes of the Lance
Heroes of the Lance est un jeu vidéo d'action et de plates-formes développé par U.S. Gold et publié par Strategic Simulations (SSI) en 1988 sur Amiga, Amstrad CPC, Atari ST, Commodore 64, MS-DOS, ZX Spectrum. Le jeu a ensuite été porté sur PC-88 en 1989 puis sur NES, MSX2 et Sega Master System en 1991. 
Même s'il s'agit d'un jeu d'action et de plates-formes, Heroes of the Lance est basé sur le jeu de rôle fantasy Donjons et Dragons, publié par TSR. Il est le premier volet d’une trilogie se déroulant dans l’univers de Lancedragon, deux suites (baptisées Dragons of Flame et Shadow Sorcerer) ayant respectivement été publiées en 1989 et 1991.

## Système de jeu
Heroes of the Lance est un jeu d'action à déroulement horizontal (jeu de plates-formes) sans aucun élément de jeu de rôle. Les points d'expérience sont en réalité juste le score, et les caractéristiques des personnages (par exemple: force, agilité, liste de sorts) restent inchangées au cours du jeu.

## Trame
Heroes of the Lance est basé sur une partie du premier module de Lancedragon, un décor de campagne du jeu de rôle Donjons et Dragons, intitulé Dragons of Despair. Ce premier module a été adapté en roman, et il correspond à la première moitié du premier roman des Chroniques de Lancedragon, intitulé Dragons d'un crépuscule d'automne, écrit par Margaret Weis et Tracy Hickman et publié en 1984. 

### Univers
Le jeu se déroule dans le monde de Krynn, un pays mythique dans lequel les humains, les elfes et les nains affrontent les draconiens, une race d’homme-dragons belliqueuse alliés a des dragons maléfiques. Le jeu débute alors que Takhisis, la reine des ténèbres, menace le monde de Krynn. 

### Personnages
Le joueur contrôle le groupe des huit héros de Lancedragon :
- Prêtresse: Goldmoon
- Magicien: Raistlin
- Voleur: Tasslehoff le Kender
- 5 Guerriers: Riverwind, Tanis Demi-Elfe, Caramon, Sturm, Flint le Nain

### Scénario
L’objectif du jeu est de retrouver les disques de Mishakal, seuls ces derniers pouvant permettre de stopper la reine des ténèbres et ainsi de sauver le monde de Krynn. Pour cela, le groupe contrôlé par le joueur doit pénétrer dans les ruines de l’ancienne cité de Xak Tsaroth aujourd’hui occupées par d’effroyables créatures comme des draconiens, des trolls, des araignées et des nains du chaos.  Il devra ensuite vaincre le gardien des disques, un puissant dragon noir connu sous le nom de Khisanth,.

## Accueil
Au total, Strategic Simulations a vendu 88 808 copies du jeu.
| Heroes of the Lance |    |        |
| ACE                 | US | 84,4 % |
| Amiga Power         | US | 76 %   |
| Amiga Computing     | US | 88 %   |
| Crash Magazine      | US | 83 %   |
| CU Amiga            | US | 89 %   |
| Joystick            | FR | 63 %   |
| Sinclair User       | US | 70 %   |
| Your Sinclair       | US | 9/10   |
| Zzap                | US | 40 %   |